# Fang Chieh-min
Fang Chieh-min (chinesisch 方介民, * 31. Januar 1986 in Taipeh) ist ein Badmintonspieler aus Taiwan.

## Karriere
2006 machte Fang Chieh-min das erste Mal international auf sich aufmerksam, als er bei den Thailand Open Platz drei im Herrendoppel mit Lee Sheng-mu belegte. Bei der Asienmeisterschaft 2010 wurden beide ebenfalls Dritte. Ebenfalls Bronze erkämpften sie sich bei der Weltmeisterschaft 2010.

## Erfolge
| Saison | Veranstaltung      | Disziplin    | Platz | Name                           |
| ------ | ------------------ | ------------ | ----- | ------------------------------ |
| 2006   | Thailand Open      | Herrendoppel | 3     | FFang Chieh-min / Lee Sheng-mu |
| 2009   | Hong Kong Open     | Mixed        | 3     | Fang Chieh-min / Wang Pei-rong |
| 2010   | Asienmeisterschaft | Herrendoppel | 3     | Fang Chieh-min / Lee Sheng-mu  |
| 2010   | Weltmeisterschaft  | Herrendoppel | 3     | Fang Chieh-min / Lee Sheng-mu  |
| 2012   | Australian Open    | Herrendoppel | 2     | Fang Chieh-min / Lee Sheng-mu  |